# Daniel Polman
Daniel Polman (* 14. října 1979 Nová Paka) je český novinář, spisovatel, cyklista a extrémní sportovec. Od narození žije v Nové Pace, kde mimo jiné působí jako předseda redakční rady regionálního časopisu Achát. S manželkou vychovává dvě dcery. V současné době pracuje jako spisovatel, vydavatel, ze své sportovní činnosti připravuje přednáškové show včetně filmových projekcí. Patnáct let působil jako šéfredaktor časopisu lidé&HORY, dnes přispívá do několika různých periodik. Je českým rekordmanem v cyklistické čtyřiadvacetihodinovce (911 km), třetím českým finišerem závodu Race Across America (4960 km) a prvním českým finišerem závodu NorthCape – Tarifa: 7381 km s převýšením 80 000 metrů (červen, červenec 2022).

## Cyklistika a extrémní projekty

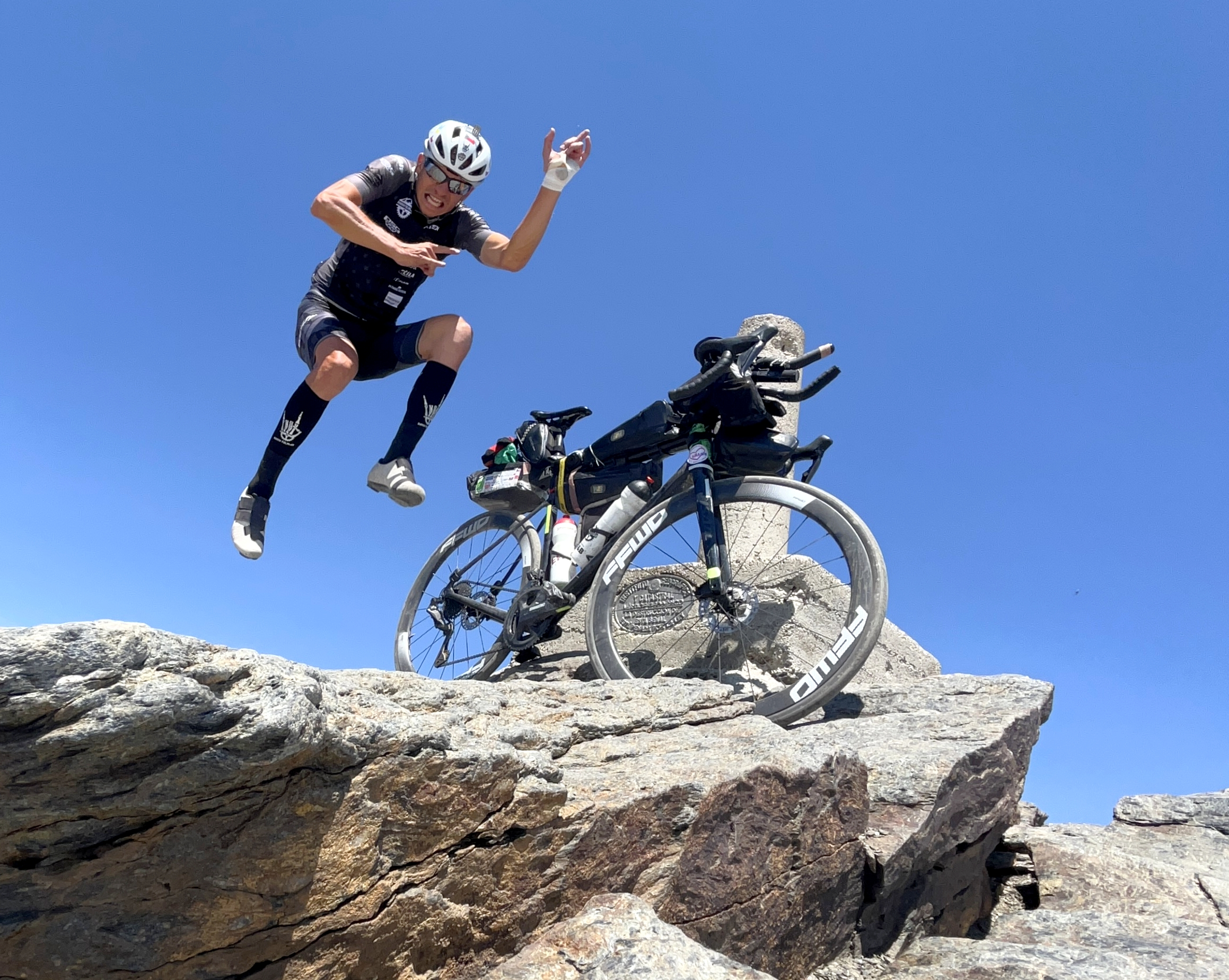
Na vrcholu Pico del Veleta (3 398 m)

Kromě klasické ultracyklistiky se věnuje i bike&hike projektům, v nichž kombinuje cyklistiku s vysokohorskou turistikou. V srpnu 2009 uskutečnil expedici „Velký Benátčan“, při níž se vydal z Benátek na rakouský vrchol Großvenediger (česky Velký Benátčan). Za necelých 17 hodin non-stop urazil 310 km na silničním a horském kole, pak následoval horský výstup a celkové převýšení činilo 6000 m. V roce 2010 překonal jako první Čech hranici 800 km ujetou za 24 hod, když na 24hodinovce ve švýcarském Schötzu skončil celkově 3. s výkonem 880 kilometrů. V srpnu 2012 uskutečnil další extrémní bike&hike projekt „Knock the Glock“ z Vídně na Großglockner (tedy z hlavního města Rakouska na nejvyšší horu této země) - opět pomocí vlastních sil (silniční kolo, MTB, chůze, výstup přes hřeben Stüdlgrat). Na vrchol Großglockneru se dostal v čase 22 hodin a 15 minut, celkem urazil 477 km a nastoupal 7400 m. Ryze českým projektem byla v červnu 2015 expedice „Praha-Sněžka ...okolo Česka“, jejímž cílem bylo propojit pomocí vlastních sil na kole a pěšky Prahu a Sněžku a mezi tím zároveň stanout na nejvyšších bodech všech čtrnácti českých krajů. Jel zcela sám, bez podpory a vše potřebné si vezl na kole a v batohu. Trasu dlouhou 1463 km s převýšením 24 300 m zvládl za necelých 98 hodin (4 dny a necelé 2 hodiny).
V roce 2016 překonal svůj šest let starý český rekord v cyklistické 24hodinovce, když výkonem 911,68 km vyhrál závod 24H Slovakiaring Cycling Race v Orechové Potôni.
V roce 2017 skončil ve své kategorii 3. na MS v ultracyklistice – Glocknerman (1000 km/17 000 m/45 h) . V sezóně
2018 vyhrál kategorii sólo bez podpory na závodě Ultracycling Dolomitica (675 km / 16 000 m) a v srpnu dokončil nejtěžší evropský závod ze světové ultramaratonské série Race Around Austria (2200 km / 30 000 m) v čase 4 dny, 19 h a 19 min (z toho spal pouze necelé 4 h) . Za účelem účasti na extrémních cyklistických závodech založil Daniel Polman v Nové Pace spolek Ultra Paka Racing Team.
V roce 2019 dokončil nejtěžší silniční ultramaraton Race Across America (4960 km napříč USA). Čas 10 dní, 19 hodin, 49 minut a umístění na 4. pozici ve věkové kategorii znamenalo nejlepší český výsledek v závodě. Polman spal denně v průměru 1 hodinu a 40 minut. Navíc pouhé 2 měsíce před startem si zlomil na čtyřikrát klíční kost, a tak závod absolvoval s kovovou dlahou a osmi šrouby v levém rameni. O rok později dokončil premiérový ročník závodu Race Around Czechia & Slovakia (RACAS). Na 3540 km podél českých a slovenských hranic ve deštivém počasí potřeboval 7 dní a 23 hodin.
Sezónu 2021 ukončil vítězstvím v kategorii bez podpory v závodě Race Across Germany (1116 km z Flensburgu do Garmisch-Partenkirchenu), po projetí cílem vystoupil na nejvyšší horu Německa Zugspitze (2962 m).
V červenci 2022 se stal prvním českým finišerem závodu North Cape – Tarifa (7400 km z nejsevernějšího cípu Evropy na nejjižnější). Závod bez podpory zvládl za necelých 25 dní, v průměru denně urazil 300 km.
V sezóně 2023 získal titul mistra ČR v MTB 24hodinovce a uskutečnil extrémní vytrvalostní projekt Payer Ultra Project, během kterého za 4 dny a 4 hodiny zvládl: 1/ závod Race Across The Alps (525 km / 14 500 m) 2/ Výstup na Ortler (3905 m) 3/ přejezd 652 km na kole ze Suldenu do Teplic k domu, odkud pocházel Julius Payer - významný horolezec, polárník, objevitel, kartograf a malíř, na jehož počest projekt uskutečnil.
V roce 2024 ovládl v rekordním čase (6 dní, 19 hodin a 58 minut) legendární ultramaraton 1000 Miles Adventure (severní trasu) a stal se mistrem ČR v kategorii masters II v MTB maratonu. Uskutečnil rovněž projekt "UltraFOndo", během něhož se zúčastnil silničního Mistrovství světa masters (kat. 40-45 let) v dánském Aalborgu. Z Nové Paky vyrazil na start 1030 km na kole (bez podpory) a po dojezdu závodu přijel zase zpět domů. 

## Knihy a scénáře

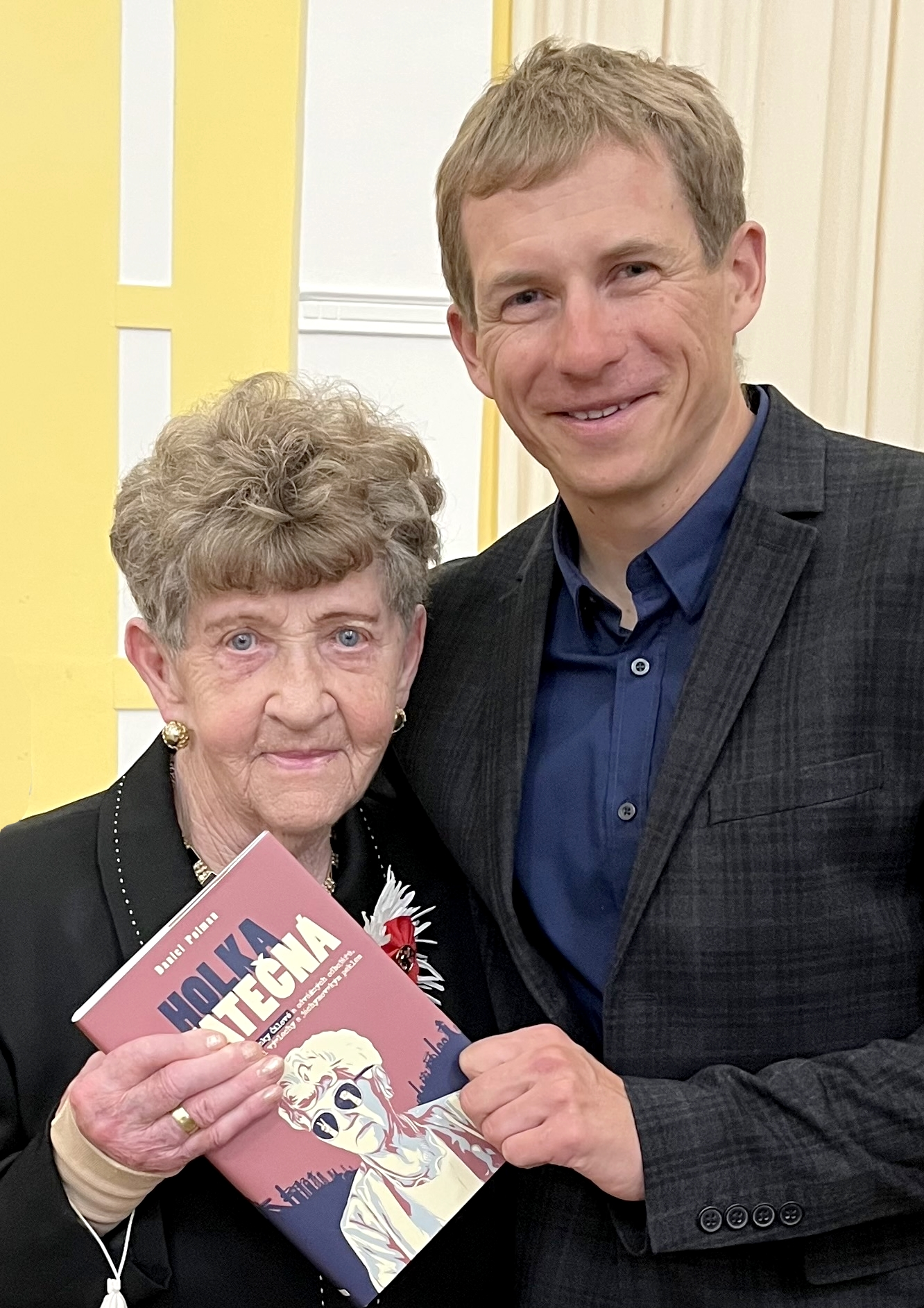
Daniel Polman s Blankou Čílovou, křest románu Holka statečná, říjen 2023

V roce 2014 vydal knihu pohádek Prapodivné cesty Nezmarů, která obsahuje jedenáct pohádkových kapitol propojených jednou dějovou linkou. Většina příběhů se odehrává v imaginárních světech, do kterých hlavní hrdinové vstupují pomocí kouzelné knihy, další pohádky se odehrávají v reálu. Polman se inspiroval krajinou Novopacka, Podklášteřím, tajemným Kumburkem  a zážitky z různých sportů. V roce 2017 a 2020 navázal na úspěšný první díl pokračováními: Nezmaři nic nezmaří a Kouzelné dary pro Nezmary. Vznikla tak ucelená trilogie s podtitulem "Pohádky pro malé i velké sportovce". Všechny tři díly ilustrovala novopacká výtvarnice Jana Soběslavová.
Zážitky z Race Across America shrnul v knize DREAAM (2019).
Po dokončení závodu Race Around Czechia & Slovakia vydal knihu OKOLO Česka a Slovenska za méně než 8 dní + 20 odboček do života ultrapaka (2021). Daniel Polman je autorem cyklistických průvodců Alpentour & Štýrsko (2007) a Salzkammergut (2013).
V září 2023 vyšel jeho první román Holka statečná popisující velmi spletitý, dramatický a také inspirující životní příběh Blanky Čílové a dalších účastníků 3. odboje.
V prosinci 2024 vyjde kniha Rychlejší než vítěz, kde popisuje z pohledu závodníka události během i po 7400 km dlouhém závodě North Cape – Tarifa.
Fotograf a kameraman Petr Novák natočil o Polmanových sportovních projektech několik filmů: Velký Benátčan - cesta od moře do mraků (2012), Knock the Glock – cesta do srdce kamenného zvonu (2013) a 98 hodin brouka (2015) u nichž je Polman autorem scénáře. Další jejich filmy vznikly z účasti na z ulracyklistických závodů: Devět kil (2016), Hustej litr (2017), Kód RAA - pekelná jízda po hranici ráje (2018) a DREAAM - Americkej sen (2019), Rychlejší než vítěz (premiéra 2025)

## Charitativní činnost
Své sportovní i kulturní aktivity spojuje s charitativní činností – sbírky probíhají během sportovních projektů i přednášek a filmových projekcí. Nejvíce podporuje spolek Sportem proti bariérám, který se stará o hendikepované a provozuje osobní asistenci dětem, dospělým i seniorům v mikroregionu Novopacko. Podporuje také hendikepované jednotlivce, kteří si potřebují například zakoupit nějakou drahou pomůcku pro zkvalitnění života. Založil také iniciativu motivující cyklisty k občasnému úklidu odpadků podél silnic či v lesích "Uklízíme na kole" (#uklizimenakole).